# Alte Börse (Lustgarten)

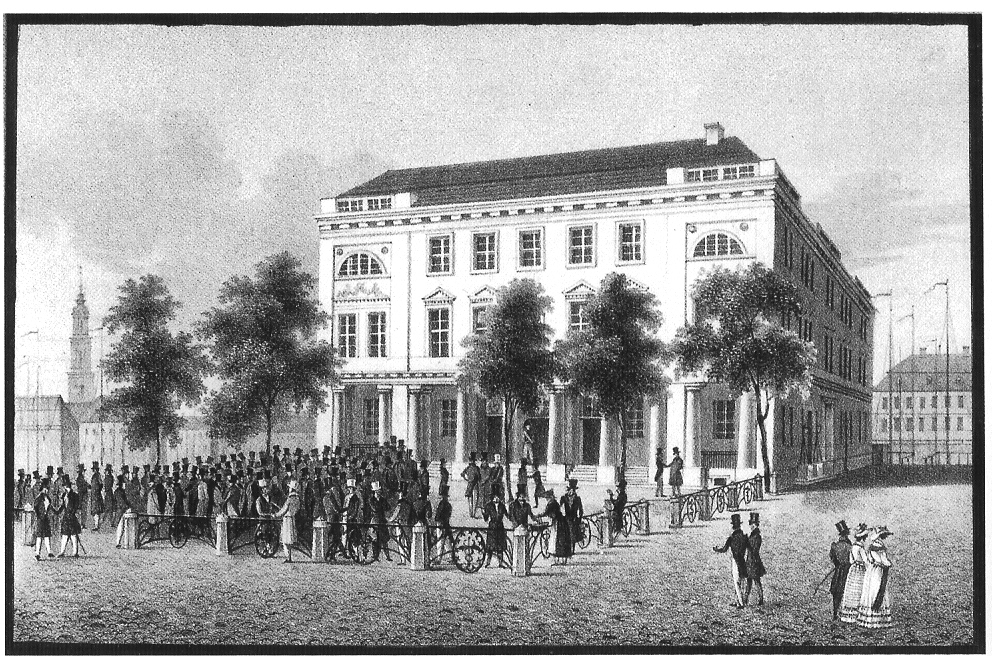
Das Gebäude der Börse am Lustgarten war 1802 vollendet und wurde 1805 feierlich eingeweiht.
Grafik von Leopold Ludwig Müller, 1820

Die Alte Börse am Berliner Lustgarten befand sich zwischen 1739 und 1893 an der nordöstlichen Ecke des Lustgartens am Ufer der Spree. Heute befindet sich dort eine Grünfläche linkerhand des Berliner Doms.

## Die Börse im Neuen Lusthaus

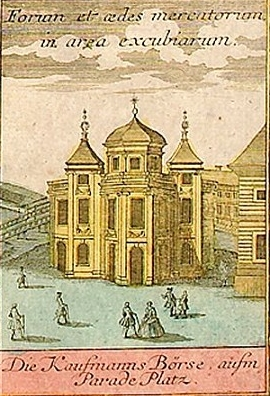
Seit 1739 wurde das Neue Lusthaus als Berliner Börse genutzt.
Beibild zu einem Stadtplan, Bartholomäus Seuter, 1750

Im Rahmen seiner Bemühungen, den Raum des Lustgartens praktischer zu nutzen, ließ der Soldatenkönig Friedrich Wilhelm I. nach 1713 den kunstvollen Garten, den sein Großvater, der Große Kurfürst, und sein Vater König Friedrich I. angelegt hatten, in einen sandigen Exerzierplatz (Paradeplatz) verwandeln. Das sogenannte „Neue Lusthaus“ am nordöstlichen Ende des Lustgartens, in dem vorher galante Festlichkeiten stattgefunden hatten, überließ er dem französischen Unternehmer Jean Barraband für die Einrichtung einer Tapetenmanufaktur.
Nach dem Konkurs der Tapetenmanufaktur übertrug der König mit Kabinettserlass vom 27. März 1738 der Berliner Kaufmannschaft, die ihn immer wieder um ein passendes Grundstück gebeten hatte, schließlich das Neue Lusthaus für ihre Börsengeschäfte. Im als Grotte ausgebauten Erdgeschoss des Gebäudes wurde eine Werkstatt für die königlichen Bildhauer untergebracht.
Die erste Börsensitzung im Obergeschoss des Lusthauses fand am 25. Februar 1739 statt.

## Neubau des Börsengebäudes
Im Jahr 1798 wurde das „Neue Lusthaus“, das inzwischen baufällig geworden war, zugunsten eines Neubaus für die Börse, der an derselben Stelle errichtet wurde, abgerissen. Das neue Börsengebäude wurde nach Plänen von Christian Friedrich Becherer, dem Leiter des Oberhofbauamtes, errichtet, der sowohl außergewöhnlich gute Beziehungen zum König als auch zur Berliner Kaufmannschaft unterhielt. Die Bauleitung wurde Paul Ludwig Simon übertragen. Das Gebäude wurde 1802 vollendet, aber erst am 7. August 1805 feierlich eingeweiht.

## Baubeschreibung

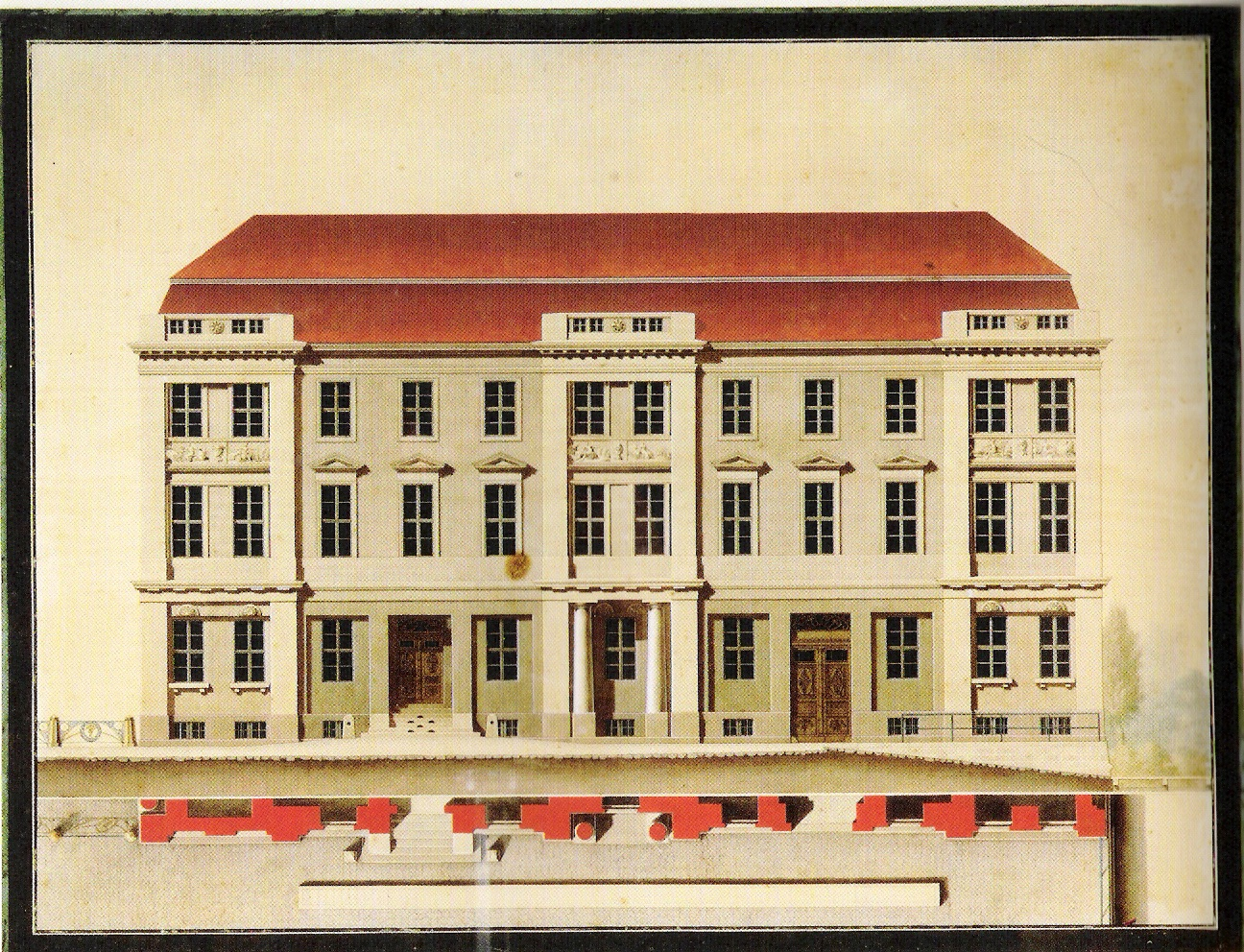
Ansicht der Seitenfassade der Alten Börse gegen den Dom.
Zeichnung von Christian Friedrich Becherer, 1799

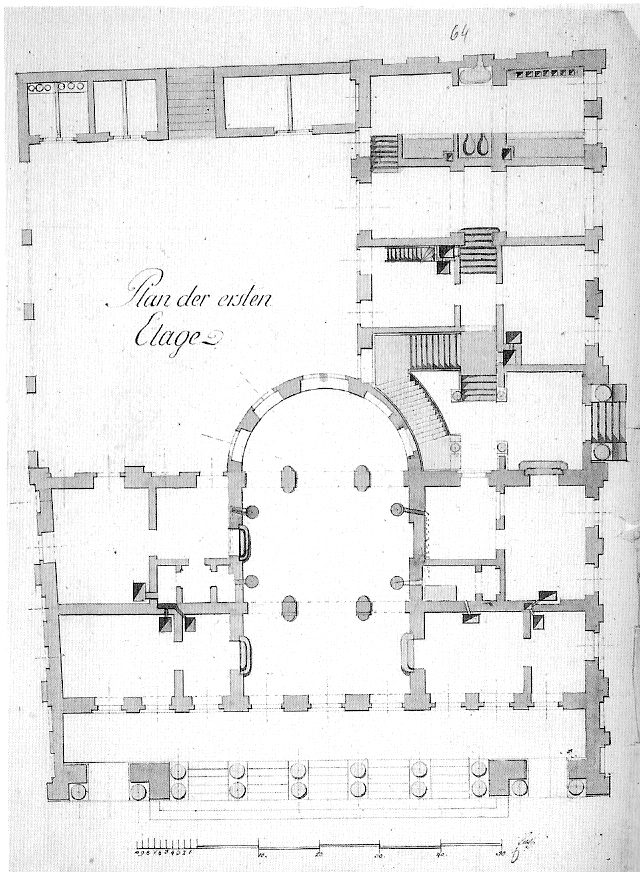
Grundriss des Erdgeschosses der Alten Börse am Lustgarten, 1799

Becherer entwarf das Börsengebäude als zweiflügeligen Bau im rechten Winkel. Die Front zum Lustgarten bestand aus sieben Achsen. Der längere Gebäudetrakt zum Dom hatte zwölf Achsen. Die Front in Richtung der heutigen Museumsinsel hatte sechs Achsen.
Auf der Hofseite des dreigeschossigen Baus trat im Erdgeschoss der Börsensaal halbrund hervor. Die Börse beeindruckte vor allem durch die prächtige, dem Lustgarten zugewandte Hauptfassade. Auch die auf das königliche Waschhaus und den Dom orientierte Nebenfassade, von der sich eine Zeichnung Becherers erhalten hat, entsprach den Anforderungen an Pracht, Eleganz und „Kolossalität“. Gleiches galt für die Hofseite. Alle Fassaden verband die ausgewogene Proportionierung sowie die Wiederkehr wesentlicher Gestaltungsmerkmale. Der Entwurf von Becherer hatte für die Kaufmannschaft, die den Bau finanzieren musste, den größtmöglichen wirtschaftlichen Nutzen, konnte sie doch durch Vermietung der dritten Etage einen Teil der Unterhaltungskosten amortisieren.

## Börsenleben

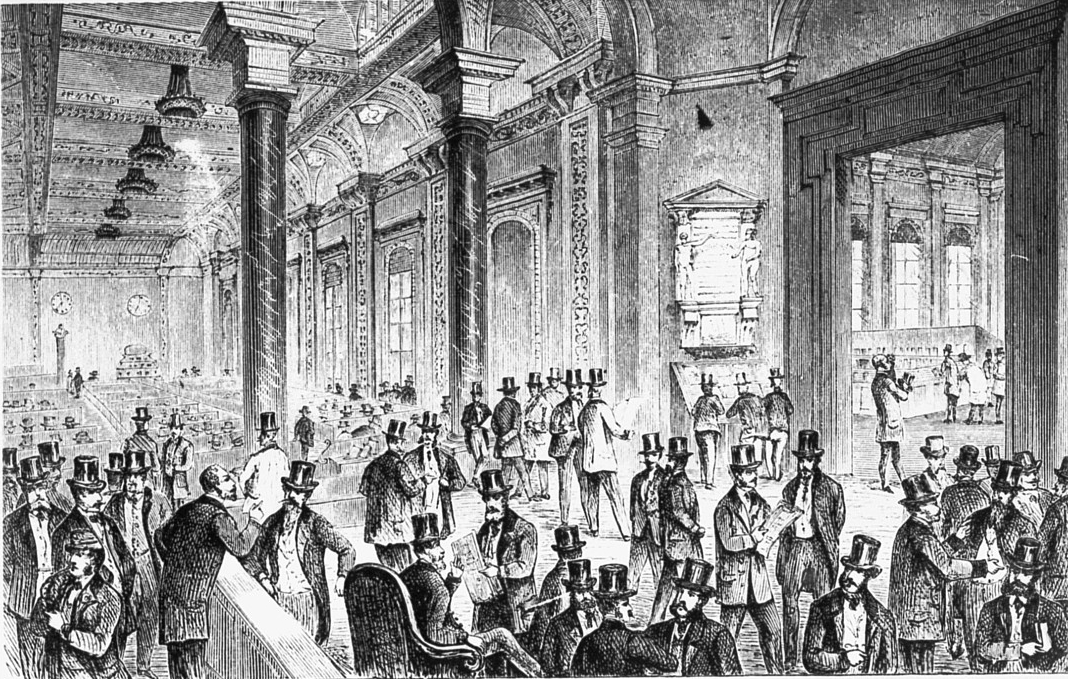
Innenansicht der Alten Börse.
Unbekannter Grafiker, um 1850

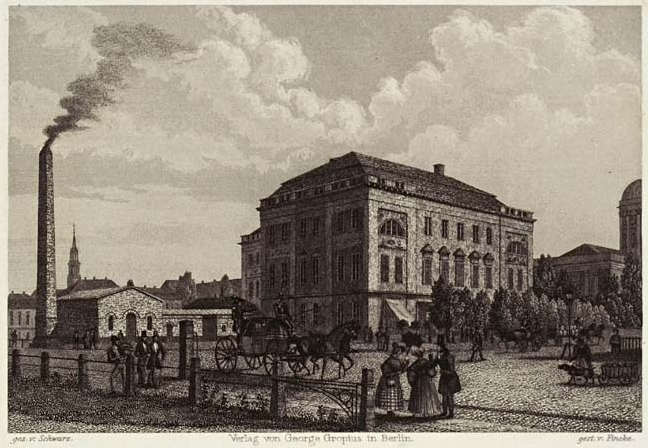
Das Maschinenhaus mit seinem hohen Schornstein (links) lag neben der alten Berliner Börse (rechts) und wurde 1832 fertiggestellt.
Stich von Fincke nach einer Zeichnung von Schwarz, 1833

Im Winter wurde die Börse von 13 bis 15 Uhr im Börsensaal abgehalten, im Sommer unter der Kolonnade. Im darüberliegenden Geschoss befanden sich zweckmäßig und geschmackvoll eingerichtete Klubräume, in denen die Börsianer zusammenkommen konnten. Hier gab es auch einen Lesesaal, wo Zeitungen des In- und Auslands zur Verfügung standen. An der Finanzierung und am Betrieb des Gebäudes wurden die Berliner Kaufmannschaft sowie weitere interessierte Kreise (die Elbschiffergilde, konzessionierte Fabrikanten, jüdische Kaufleute und Bankiers) beteiligt.

## Neue Nachbarn: Maschinenhaus und Königsfriedhof Campo Santo

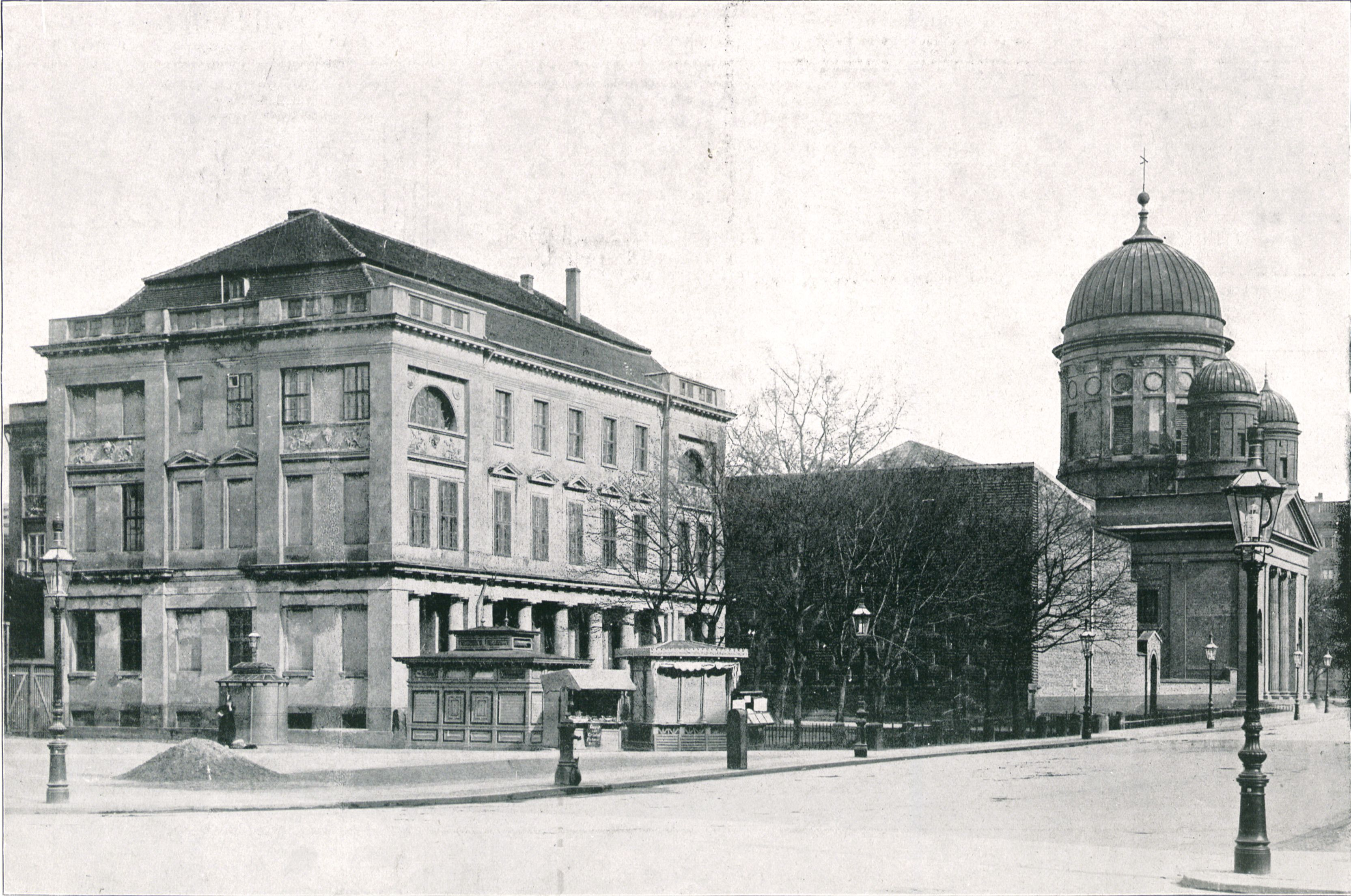
Seit 1848 erhob sich neben der Alten Börse die hohe Umfassungsmauer des „Campo Santo“ Fotografie von F. Albert Schwartz

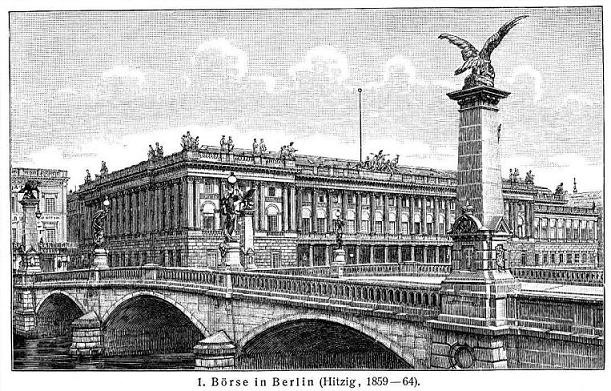
1863 zog die Berliner Börse in ein größeres Gebäude in der Burgstraße, auf der östlichen Seite der Spree

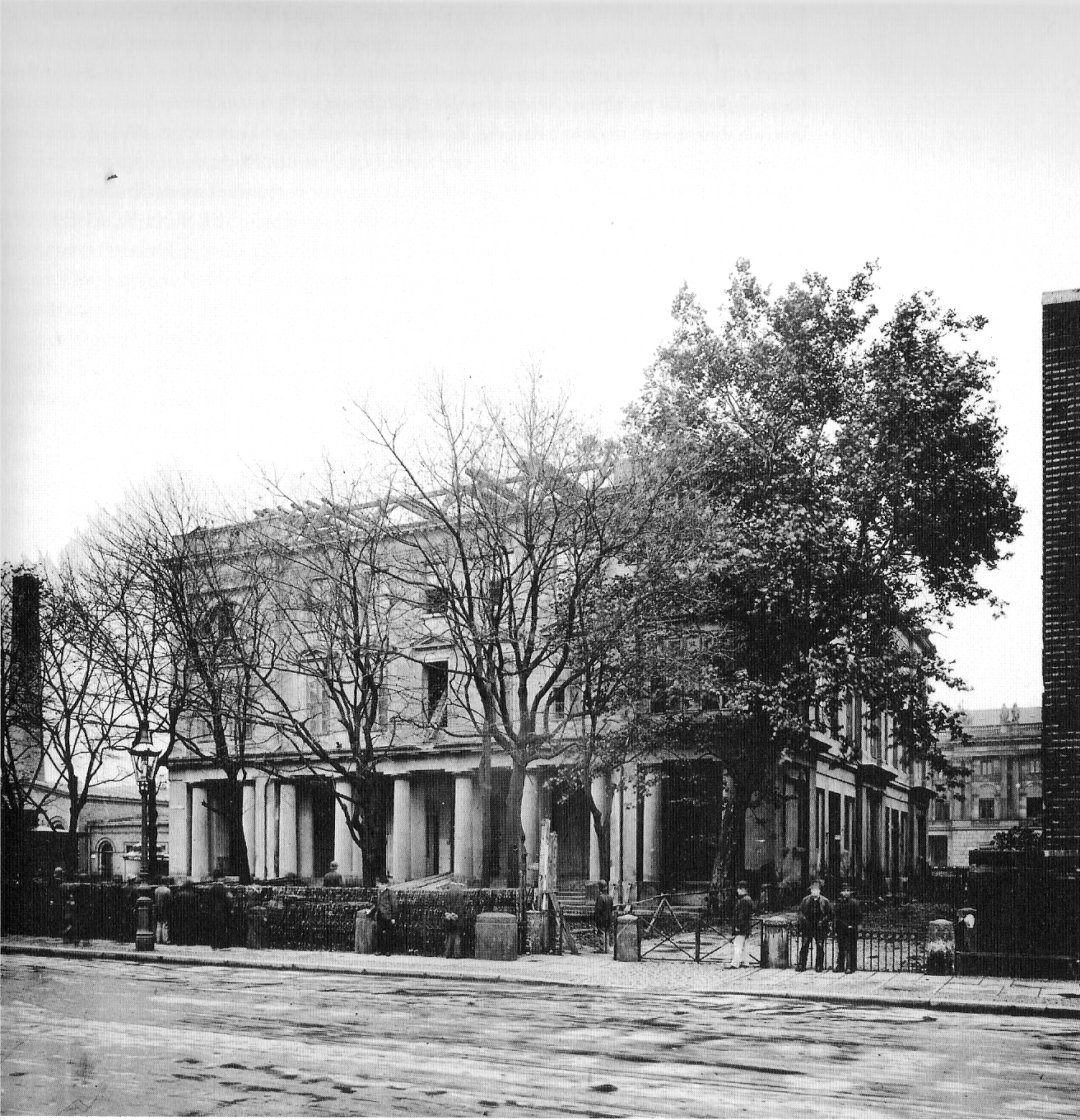
Die Alte Börse wurde 1893 abgerissen

Im Rahmen der mit dem Bau des Königlichen Museums (heute: Altes Museum) einhergehenden Neugestaltung des Lustgartens wurde 1832 nördlich der Alten Börse ein Maschinenhaus errichtet, in dem eine Dampfmaschine zum Betrieb der neuen Lustgarten-Fontäne untergebracht war. Neben dem Maschinenhaus erhob sich ein über 20 Meter hoher Schornstein, aus dem regelmäßig schwarzer Qualm aufstieg.
Im Zusammenhang mit den Plänen König Friedrich Wilhelms IV. für einen Neubau des Berliner Doms wurde 1845 das Königliche Waschhaus neben der Börse abgerissen. An der Stelle dieses profanen Gebäudes wurde bis 1848 ein hoch ummauerter Begräbnisplatz für die königliche Familie der Hohenzollern eingerichtet, von König Friedrich Wilhelm IV. auch „Campo Santo“ genannt. Die hohe Mauer dieser Anlage beschattete von nun an in bedrängender Weise die Südwestseite des Börsengebäudes (vgl. Abbildung).

## Umzug in die Burgstraße
Im Jahr 1863 bezog die Berliner Börse den repräsentativen Neubau Friedrich Hitzigs an der Burgstraße, auf der östlichen Seite der Spree, ein Zeichen für den wirtschaftlichen Aufschwung Berlins in der zweiten Hälfte des 19. Jahrhunderts. Die beiden Börsensäle in dem neuen Gebäude waren seinerzeit die größten Säle in ganz Berlin. Das alte Börsengebäude wurde zunächst von der Bergakademie, später vom Orientalischen Seminar der Universität Berlin genutzt.

## Abriss des alten Börsengebäudes
Im Rahmen der vorbereitenden Arbeiten für einen Neubau des Berliner Doms am Lustgarten nach Plänen des Architekten Julius Raschdorff, der 1894 begann, wurde das Gebäude der Alten Börse 1893 abgerissen (siehe Foto).